# Osorno la Mayor
Osorno la Mayor là một đô thị trong tỉnh Palencia, Castile và León, Tây Ban Nha.